# Tomboa
Tomboa (o Tômbua), anticamente chiamata Porto Alexandre, è una cittadina costiera dell'Angola situata nella provincia di Namibe a meridione della città di Namibe ha una popolazione di 7 007 abitanti.
Fu fondata dai coloni portoghesi verso la metà dell'Ottocento.
È posta al limite settentrionale del deserto del Namib, da cui la provincia prende nome.
Il 30-40 % del territorio municipale è interessato dal fenomeno delle dune sabbiose e parte della città è attualmente a rischio di insabbiamento.